# Aircalin

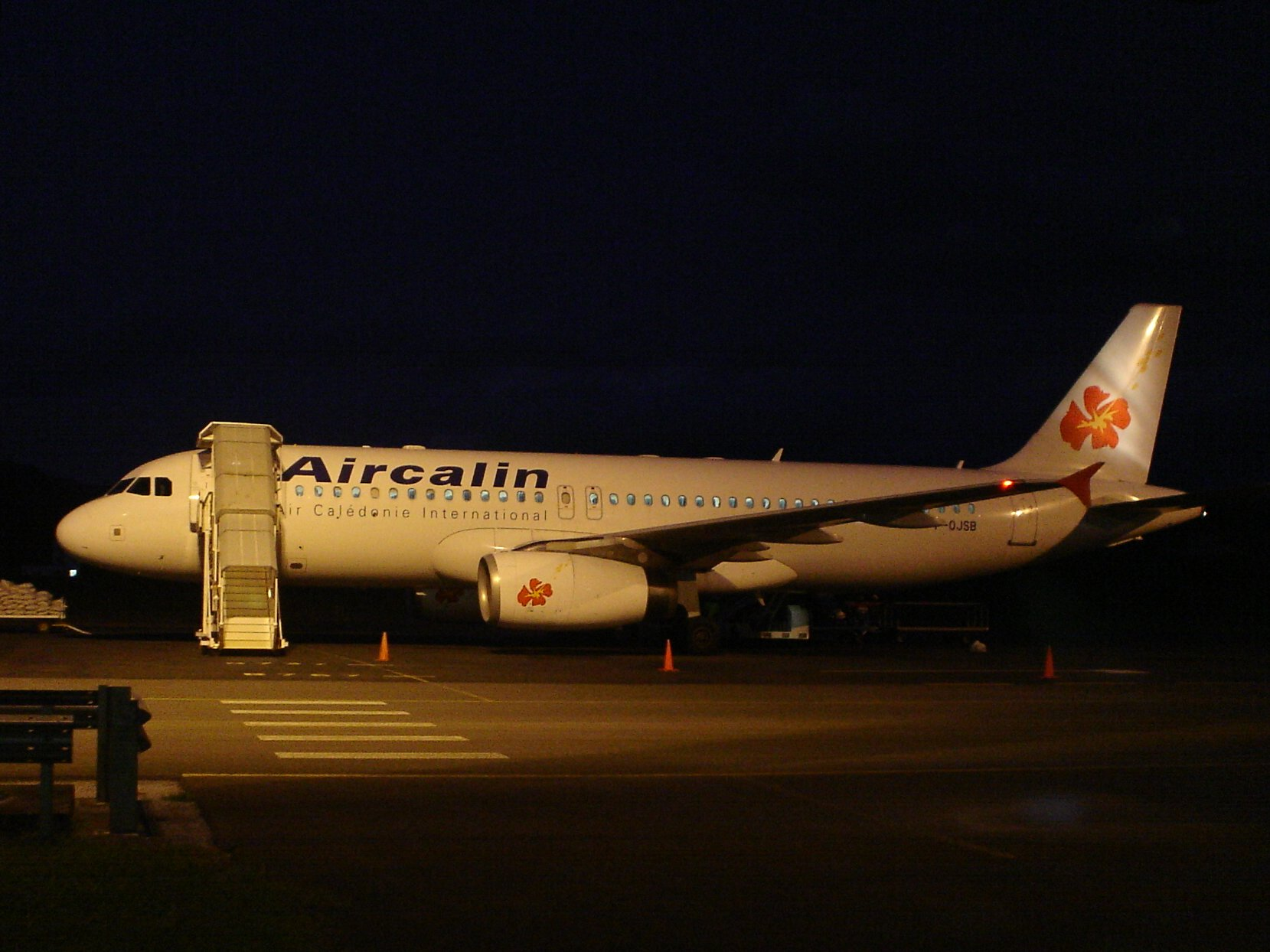
Airbus A320 авіакомпанії Aircalin в Міжнародному аеропорту Бауерфілд, Вануату, 2007 рік

Société Aircalin, що діє як Air Calédonie International — авіакомпанія Нової Каледонії зі штаб-квартирою в місті Нумеа, що працює на міжнародних авіаперевезеннях заморської території.
Air Calédonie виконує регулярні пасажирські і вантажні рейси з десяти аеропортів міжнародних напрямків, включаючи аеропорти Японії. Головною базою авіакомпанії та її транзитним вузлом (хабом) є Міжнародний аеропорт Ла-Тонтута.

## Історія
Авіакомпанія Aircalin була утворена в 1983 році і почала операційну діяльність через кілька місяців.
Головним власником авіаперевізника є фінансовий холдинг «Caisse d'epargne Group», якому належить 72 % акцій Aircalin, ще 27 % знаходяться у власності агентства «Agence pour la Desserte aerienne Nouvelle de Caledonie» і близько 1 % акцій належать приватним інвесторам.
У березні 2007 року штат компанії складався з 390 співробітників.

## Маршрутна мережа
Станом на лютий 2009 року авіакомпанія Aircalin виконувала регулярні пасажирські перевезення в наступні аеропорти:

### Азія
- Японія
  - Осака — Міжнародний аеропорт Кансай
  - Токіо — Міжнародний аеропорт Наріта
- Південна Корея
  - Сеул — Міжнародний аеропорт Інчхон

Океанія
- Австралія
  - Брисбен — Аеропорт Брисбен
  - Сідней — Аеропорт Сіднея
- Фіджі
  - Наді — Міжнародний аеропорт Наді
- Французька Полінезія
  - Папеете — Міжнародний аеропорт Фааа
- Нова Каледонія
  - Нумеа — Міжнародний аеропорт Ла-Тонтута хаб
- Нова Зеландія
  - Окленд — Аеропорт Окленд
- Вануату
  - Порт-Віла — Міжнародний аеропорт Бауерфілд
- Волліс і Футуна
  - Футуна — Аеропорт Пойнт-Вель
  - Волліс — Аеропорт Хіхіфо

## Флот
Станом на 30 серпня 2009 року повітряний флот авіакомпанії Aircalin складали наступні літаки:
| Тип літака      | Всього | Пасажирів (Бізнес/Економічний) |
| --------------- | ------ | ------------------------------ |
| Airbus A320-232 | 1      | 146 (8/138)                    |
| Airbus A330-202 | 2      | 271 (26/245)                   |

* Комерційна назва бізнес-класу — «Хібіскус-клас»
Один лайнер Boeing 767-300ER був прийнятий в лізинг на зимовий період 2008/2009 року з авіакомпанії Flyglobespan.